# هجرة أفراد مجتمع الميم

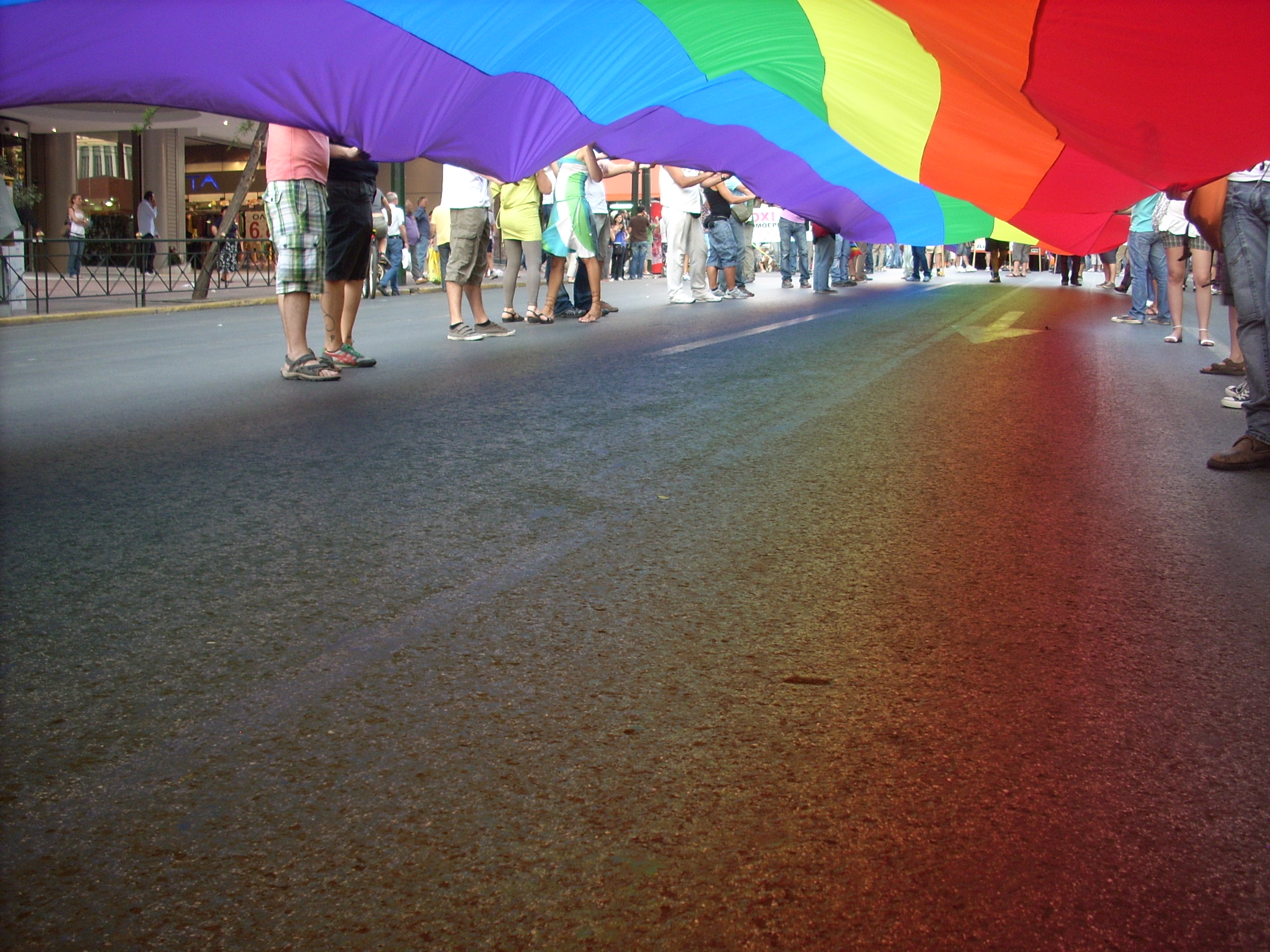

هجرة أفراد مجتمع الميم هي انتقال المثليات والمثليين ومزدوجي الميول الجنسية ومغايري النوع الاجتماعي وأحرار الجنس حول العالم ومحلياً، للهروب من التمييز أو سوء المعاملة بسبب جنسانيتهم. يحاول العديد من أفراد مجتمع الميم على الصعيد العالمي، مغادرة المناطق التمييزية بحثًا عن مناطق أكثر تسامحًا.

## التمييز والتسامح مع مجتمع الميم حسب للمنطقة

### أستراليا
استُخدمت المثلية الجنسية في أوائل القرن العشرين، كسبب وجيه للترحيل في أستراليا. سمحت الأمة بهجرة المثليين على وجه التحديد في ثمانينيات القرن العشرين.

### أمريكا الشمالية
اعتبرت المثلية الجنسية مرضًا نفسيًا في بداية القرن العشرين، واستُخدمت لمنع المثليين من الهجرة إلى الولايات المتحدة وكندا. سمحت كندا بهجرة المثليين في عام 1991.

#### الولايات المتحدة
كان قانون الهجرة والجنسية لعام 1965 في الولايات المتحدة، أول سياسة منعت صراحةً «المنحرفين جنسيًا» من دخول البلاد، كما طالبت دائرة الهجرة والتجنيس (آي إن إس) بترحيل هؤلاء الأفراد.
خلق الخوف الأرجواني في أمريكا المعادية للشيوعية في خمسينيات القرن العشرين، اضطهادًا إضافيًا للمثليين جنسيًا، وخلق روح الخوف بين المثليين. أطلقت شرطة المتنزهات الأمريكية بعد الحرب، «حملة مكافحة المنحرفين» في واشنطن العاصمة. شهدت حدائق العاصمة عددًا من الاعتقالات بتهمة جنسية لرجال مثليين، وفقد العديد منهم وظائفهم فيما بعد.
استبعد الجيش الأمريكي المثليين جنسياً حتى عام 2011، وقرر أنهم غير لائقين للخدمة. سمح القانون المعروف باسم «لا تسأل، لا تقل» لأفراد مجتمع الميم بالخدمة طالما أنهم يخفون حياتهم الجنسية. سمحت إدارة أوباما لأفراد مجتمع الميم بالخدمة علانيةً في الجيش.

## العقبات أمام طالبي اللجوء واللاجئين من مجتمع الميم
يطلب القضاة ومسؤولو الهجرة في الولايات المتحدة أن تكون المثلية الجنسية مرئيةً اجتماعيًا حتى يكون الاضطهاد الجنسي شكوىً قابلةً للتطبيق. يجب أن تكون المثلية الجنسية بالإضافة إلى ذلك سمة دائمة ومتأصلة لتؤخذ بعين الاعتبار من قبل مسؤولي الهجرة الأمريكيين.
تنظر دائرة خدمات الهجرة والجنسية الأمريكية في الوقت الحالي في طلبات اللجوء واللاجئين من أفراد مجتمع الميم ضمن محاكم الهجرة لديهم، ولكن غالبًا ما يواجه أفراد مجتمع الميم الذين يتقدمون بطلب اللجوء صعوبةً في تمثيل أنفسهم بشكل صحيح في المحكمة، نتيجة للإجراءات القانونية.

### المكسيك
سُجل ما يقارب ألف جريمة قتل لألف شخص- معظمهم رجال مثليون- في المكسيك بين عامي 2002 و2007، بسبب تصرفات مثلية. تجعل هذه الإحصائية المكسيك الدولة الثانية في العالم (بعد البرازيل) من حيث أعلى معدل لجرائم رهاب المثلية. أُثبت أن 16 امرأة فقط قُتِلن بسبب المثلية الجنسية بين عامي 1995 و2004.
وجدت دراسة أجرتها جامعة يو إيه إم أن أكثر أنواع التمييز شيوعًا هي «عدم التوظيف» و«التهديدات بالابتزاز والاحتجاز من قبل الشرطة» و«إساءة معاملة الموظفين».

### أوروبا
مجّد الإغريق والرومان ومعظم ثقافات البحر الأبيض المتوسط المثلية الجنسية في العصور القديمة، ولم يكن لدى أوروبا قوانين علمانية ضدها قبل القرن السابع. اعتبرت أوروبا ابتداءً من القرنين السادس عشر والسابع عشر، أن المثلية الجنسية تعادل الخطيئة التوراتية المتمثلة في اللواط، والتي يعاقب عليها بالإعدام.
نص كل من قانون السدومية 1533، وقانون القوانين في ويلز لعام 1542 على عقوبة الإعدام شنقًا بسبب المثلية الجنسية في إنجلترا وويلز.
حظرت روسيا المثلية الجنسية بين الذكور في ظل حكم جوزيف ستالين في عام 1933، وجعلت عقوبة هذه الجريمة السجن لمدة 5 سنوات مع الأشغال الشاقة. لم تُلغى هذه العقوبة حتى عام 1993.
كانت أكثر من نصف الدول الثمانين التي استمرت في تحريم المثلية الجنسية مستعمراتٍ بريطانية. من المفترض أن العديد من السياسات البريطانية المناهضة للمثليين والتي سُنّت خلال الحكم الاستعماري في القرن التاسع عشر، تحتفظ بنفوذها في هذه المستعمرات حتى الآن.

### أفريقيا
تعاقب بعض الدول الإفريقية المثلية الجنسية بعقوبة الإعدام، مثل موريتانيا والسودان وشمال نيجيريا، حيث يُرجم المثليون والمثليات أحيانًا حتى الموت، كما يتفشى الاضطهاد الجنسي المؤسساتي في الكاميرون وبوروندي وأوغندا وغامبيا. حظرت زيمبابوي الممارسات المثلية في عام 1995.

#### أوغندا
يؤدي «لمس شخص بنية المثلية الجنسية» إلى عقوبة السجن مدى الحياة، وتتسبب الأفعال التي يُعتقد أنها تروج للمثلية الجنسية بعقوبة السجن لمدة سبع سنوات- وتشمل هذه الأفعال الدفاع عن حقوق المثليين، والانتماء إلى منظمة مثليين، والدعوة من أجل ممارسة الجنس المثلي الآمن.

#### جنوب أفريقيا
الاغتصاب التصحيحي، وهو اغتصاب أفراد مجتمع الميم من أجل «تصحيح أمراضهم»، ظاهرة معروفة في جنوب إفريقيا. يمكن أن يكون ذلك ضارًا على نحو استثنائي، نظرًا لارتفاع معدل الإصابة بفيروس نقص المناعة البشرية/ الإيدز في جنوب إفريقيا.

#### نيجيريا
لا توجد حماية قانونية ضد التمييز في نيجيريا، وهي دولة محافظة إلى حد كبير تضم أكثر من 170 مليون نسمة، مقسمين بين شمال ذو أغلبية من المسلمين وجنوب ذو أغلبية من المسيحيين. عدد قليل جدًا من أفراد مجتمع الميم منفتحون بما يخص توجهاتهم، والعنف ضدهم معتاد.
عانى إيديف أوكبورو، وهو ناشط معروف في مجتمع الميم، من الوصمة والتمييز على أساس ميوله الجنسية. فر إلى الولايات المتحدة طالبًا اللجوء، خوفًا على حياته.

### آسيا

#### الصين
اعتُبرت ازدواجية الميول الجنسية سلوكًا طبيعيًا في الصين القديمة. بدأت الصين- بعد تفاعلاتها مع الغرب- في النظر إلى المثلية الجنسية على أنها مرض نفسي في أواخر عهد سلالة تشينغ. حُظرت في عام 1740. لم تكن المثلية الجنسية غير قانونية في وقت لاحق في جمهورية الصين، ولكنها ضُبطت بشكل كبير.

#### أفغانستان
اعتيد أن يُقتل الرجال المتهمون باللواط بإسقاط جدار عليهم أحيانًا، في ظل سيطرة طالبان. نُقل ثلاثة رجال متهمين باللواط في فبراير عام 1998 إلى قاعدة جدار من الطين والطوب، ومن ثم أُسقط عليهم بواسطة دبابة. صدر حكم مماثل بالإعدام على رجلين في مارس عام 1998. ورد عن زعيم طالبان الملا محمد حسن أنه قال: «علماء الدين عندنا غير متفقين على العقوبة الصحيحة للشذوذ الجنسي. يقول بعضهم أنه يجب أخذ المذنبين لسطح شاهق ورميهم أرضًا، بينما يقول آخرون أنه يجب أن نحفر حفرة بجانب حائط، ومن ثم دفنهم فيها، وإسقاط الحائط عليهم». لم تكن العقوبة «الإسلامية» المفترضة المتمثلة في إسقاط الجدران على المثليين جنسياً سابقةً قبل حكم طالبان.
أصبحت عقوبات المثلية الجنسية عبارة عن غرامات وأحكام بالسجن بعد سقوط طالبان.

#### إيران
في إيران ميليشيا تطوعية تدعى الباسيج، تعمل جزئيًا «كشرطة أخلاق». من المعروف أن الباسيج تلاحق وتضطهد أفراد مجتمع الميم.

#### العراق
ارتُكبت مجموعة خاصة من جرائم مناهضة المثليين في بغداد عام 2009. بدأت الميليشيات العراقية في تعذيب المثليين الذكور بطرق أدت إلى الموت عادةً. عانى مجتمع الميم العراقي من 63 حالة تعذيب بين أفراده. دعا مجهولون لقتل المثليين.

#### إسرائيل
تسمح إسرائيل للمثليين والمثليات بالخدمة في الجيش، وحصل ذلك لأول مرة في عام 1993. يُحظر التمييز ضد المثليات والمثليين بشكل خاص، كما تمول الحكومة الإسرائيلية منظمات مجتمع الميم، وأدان رئيس الوزراء علناً جرائم الكراهية ضد مجتمع الميم. يُعترف بالمهاجرين من أفراد مجتمع الميم ممن تزوجوا بشكل قانوني في دول أخرى بشكل قانوني في إسرائيل.

#### كوريا الشمالية
تقترح حكومة كوريا الشمالية أن ثقافة المثليين سببها رذائل المجتمعات الرأسمالية. يمكن أن تُعاقب المثلية الجنسية بالسجن لمدة تصل إلى عامين.

#### المملكة العربية السعودية
يُعاقب على المثلية الجنسية في المملكة العربية السعودية بأقصى عقوبة، وهي الإعدام العلني عندما يُعتبر النشاط منخرطًا في الحركات الاجتماعية لمجتمع الميم، وتشمل العقوبات الأخرى تغييرات الجنس القسرية والغرامات والسجن والجلد.

#### الإمارات العربية المتحدة
حُكم على 11 رجلًا مثليًا في حفل خاص بالسجن 5 سنوات لكل منهم لاعترافهم بأنهم مثليين، ولتنظيم حفلة يرتدون فيها ملابس الجنس الآخر. الجريمتان الرئيسيتان التي يرتكبها الشباب الذين تتراوح أعمارهم بين 14 و18 عامًا في أوساط الشباب العربي المتواجدين في دول الخليج، هي السرقات البسيطة والممارسات المثلية. يُحاكم الشباب الذين تزيد أعمارهم عن 16 عامًا كبالغين في هذه البلدان، لذلك من الممكن أن تؤدي هذه الممارسات المثلية إلى عقاب قاسٍ وأليم في النظام القانوني.

### عالميًا
أعلنت دول الأمم المتحدة في سبتمبر عام 2013، حماية حقوق مجتمع الميم، ومكافحة رهاب المثلية حول العالم، ودعم الحملات التثقيفية للنهوض بحقوق مجتمع الميم. ألغت منظمة الصحة العالمية تصنيف المثلية الجنسية كمرض نفسي في عام 1991.